# 島西町
島西町（しまにしちょう）は、愛知県名古屋市昭和区の地名。

## 歴史

### 沿革
- 1931年（昭和6年）4月1日 - 中区御器所町の一部により、同区島西町として成立[1]。
- 1937年（昭和12年）10月1日 - 昭和区成立に伴い、同区島西町となる[1]。
- 1972年（昭和47年）8月1日 - 昭和区鶴舞三丁目に全域が編入され消滅[1]。